# Амел Ћурић
Амел Ћурић (7. август 1980, Грачаница) босанскохерцеговачки је поп и поп-рок музичар (пјевач и гитариста).

## Биографија
Рођен је 7. августа 1980. године у Грачаници (тада СФРЈ, данас БиХ).
Музиком се почео бавити 1988. године. Интересовао се за севдалинку и свирање хармонике, па су га родитељи уписали у основну музичку школу. Почетком Рата у БиХ, школа престаје с радом; прве акорде на гитари научио је боравећи у склоништу, што може бити разлог да заволи рок музику. Послије рата био је члан више аматерских бендова с којима је наступао у Тешњу, Тузли, Грачаници и Орашју. Побједом у суперфиналу првог босанскохерцеговачког ријалити-шоуа, ОБН мјузик талентс, одржаном 14. децембра 2003. године у Зетри (Сарајево), започео је каријеру поп-рок музичара.
Биљежи једну улогу на малим екранима: Надреалити шоу, хумористички серијал-програм (2000-е); ту је кратко одглумио ученика нестручне музичке школе.
Први студијски албум, Урнебес, издао је 2006. године у продукцији дискографске куће Хајат продукција. На албуму се налази и пјесма Нермина Пушкара Моја дјевојка која је била номинована за бх. музичку награду „Даворин” (2005) за пјесму године.
У јуну 2015. године, Ћурић је пјесмом It's My Life побиједио у регионалном талент-шоуу Икс-фактор Адрија (Словенија није тада учествовала; новчана награда је износила 20.000 евра). Био је такмичар у прве двије епизоде пете сезоне ријалити-такмичења Твоје лице звучи познато (2018).
Онда почиње да објављује пјесме са спотовима на Јутубу (може се издвојити као рецентан хит Пуста авлија, пјесма за коју је текст написао Драган Брајовић Браја), уз учестале наступе уживо.

### Приватни живот
У браку је са Јеленом Чабаркапом, од 2017. године; имају једно дијете.

## Дискографија
- Урнебес (2006)

### Синглови за Менарт
- Неиздрживо (2015)
- Мијењам овај град (2016)
- Кост (2016) — дует са Емином Јаховић
- Пуста авлија (2022)

Видеографија
| Спот              | Год. | Режисер        |
| ----------------- | ---- | -------------- |
| Неиздрживо        | 2015 | Харис Дубица   |
| Те зиме           | 2016 | Харис Дубица   |
| Мијењам овај град | 2016 | Суад Баручија  |
| Кост              | 2016 | Дарио Радусин  |
| Хипохондар        | 2017 | Арнеј Мисирлић |
| Нико              | 2019 | Дарио Радусин  |
| Упаљач            | 2019 | Дарио Радусин  |
| Моје заувијек     | 2020 | Арнеј Мисирлић |
| Пуста авлија      | 2022 | Арнеј Мисирлић |
| Душица            | 2022 | Арнеј Мисирлић |